# Coffea stenophylla
Coffea stenophylla é uma espécie de Coffea originária da África Ocidental.
Atualmente não é cultivada comercialmente devido ao seu baixo rendimento e pequenos frutos, o que a torna inferior às duas espécies economicamente dominantes Coffea arabica e Coffea canephora (robusta).
Pesquisas estão sendo feitas para avaliar os benefícios sensoriais e agronômicos de cultivá-lo comercialmente como um método para expandir a diversificação genética do estoque global de café e aumentar a resiliência às mudanças climáticas e às pressões de doenças nas plantações.

## Descrição
C. stenophylla é nativa dos países da África Ocidental da Guiné, Costa do Marfim, Libéria e Serra Leoa. A planta cresce como um arbusto ou árvore, a uma altura de até 20 pés e foi considerada uma espécie de café tolerante ao calor.
As bagas maduras de C. stenophylla são de um roxo escuro, em contraste com a C. arabica, cujas bagas ficam vermelhas quando maduras.
Tem um perfil de sabor comparável ao C. arabica e foi descrito como complexo e naturalmente doce com acidez média-alta, frutado e uma boa sensação na boca.

## Etimologia
O epíteto específico é derivado do grego: stenos (estreito) e phyllon (folha) para dar “folhas estreitas”.

## História
C. stenophylla foi descoberto pelo botânico sueco Adam Afzelius no século 18, e publicado pela primeira vez pelo botânico escocês George Don.
Uma amostra de sementes foi obtida por Sir William H. Quayle Jones, vice-governador de Serra Leoa, no ano de 1894. A planta foi cultivada pelo Royal Botanical Gardens em Kew, e as amostras foram enviadas para Trinidad.
JH Hart, FLS, o Superintendente do Royal Botanic Gardens, Trinidad, relatou em 1898 que as plantas haviam frutificado pela primeira vez, quatro anos após serem plantadas. Ele descreveu o sabor da xícara de café preparada como excelente e igual ao melhor Coffea arabica.
C. stenophylla produz bagas pequenas e tem baixo rendimento em comparação com as espécies comercialmente dominantes e, portanto, não é amplamente utilizada na produção global de café. Pesquisas de campo feitas em 2018 indicam que C.stenophylla não estava sendo cultivada comercialmente, e uma busca foi realizada para tentar encontrar espécimes vivos. As amostras foram finalmente localizadas em 2019 e 2020 crescendo na natureza. Este estoque de plantas silvestres está atualmente sendo propagado para futura avaliação sensorial e agronômica, bem como proteção de espécies.
De acordo com Aaron Davis, chefe de pesquisa de café no Royal Botanic Gardens da Grã-Bretanha, Kew, o cultivo de C. stenophylla poderia ser usado para diversificar ainda mais o portfólio genético de café cultivado em todo o mundo. A diversificação adicional é considerada necessária para aumentar a resiliência às mudanças climáticas, bem como às pressões de doenças globais das culturas, como a ferrugem.
C. stenophylla foi encontrado para ter um bom desempenho agronômico em baixas altitudes (c. 150 m). Isso poderia expandir a área potencial usada para o cultivo de café, que normalmente é de altitudes mais altas de 800 metros acima.
Descobriu-se que é uma espécie tolerante ao calor e alguns cientistas acreditam que poderia ajudar a reduzir o impacto das mudanças climáticas nos cafeicultores.

## Ameaças
Apesar de ser cultivado em pequena escala em grande parte da África Ocidental, ainda é considerado Vulnerável pela Lista Vermelha da IUCN devido ao forte desmatamento e fragmentação de habitat nas últimas décadas em sua área nativa nas florestas da Alta Guiné, o que pode afetar populações selvagens.